# Luciu (gmina)
Luciu – gmina w Rumunii, w okręgu Buzău. Obejmuje miejscowości Caragele i Luciu. W 2011 roku liczyła 2911 mieszkańców.